# Glossosoma intermedium
Glossosoma intermedium là một loài Trichoptera trong họ Glossosomatidae. Loài này được tìm thấy ở miền Cổ bắc và miền Tân bắc.